# Kazimierz Kunicki
Kazimierz Kunicki (ur. 8 maja?/20 maja 1898 w Stawropolu na Kaukazie, zginął 28 czerwca 1920 w okolicach Berdyczowa) – podporucznik pilot Wojska Polskiego.

## Życiorys
Syn Romana i Marii z Bończa-Snarskich. Po ukończeniu szkoły średniej w Stawropolu został przyjęty, w wieku 17 lat, na Wydział Mechaniczny Politechniki Kijowskiej. Przed ukończeniem studiów został powołany do Armii Carskiej i skierowany do Szkoły Artylerii w Odessie. W lipcu 1917 po ukończeniu szkoły w stopniu chorążego został przydzielony do 2 baterii 121 dywizjonu artylerii lekkiej i wysłany na front północny.
W końcu stycznia 1918 roku porzucił służbę w armii rosyjskiej i przedostał się do Mińska, gdzie wstąpił do I Korpusu Polskiego. Po rozformowaniu Korpusu w maju 1918 roku udał się do Kijowa skąd w końcu tego roku wyjechał do Warszawy. Tutaj zgłosił się do Wojska Polskiego i z dniem 1 lutego 1919 roku został skierowany do Szkoły Lotniczej w Warszawie. Po ukończeniu kursu podstawowego został skierowany w maju 1919 roku do Szkoły Pilotów najpierw w Krakowie, a następnie w Poznaniu. Po powrocie do Warszawy został przydzielony do 2 eskadry wywiadowczej. Razem z eskadrą przechodzi szlak bojowy w czasie walk z bolszewikami.
28 czerwca 1920 roku z podchorążym obserwatorem Michałem Franciszkiem Bochenkiem dostał rozkaz zniszczenia mostu na linii kolejowej Miropol-Berdyczów. Po wykonaniu zadania samolot Albatros C.X został trafiony i zmuszony do przymusowego lądowania w pobliżu toru kolejowego. Tutaj zaatakowani przez Kozaków bronili się do ostatniego pocisku. Później zostali zamordowani i pochowani w miejscu rozbicia samolotu.
Pośmiertnie za wybitne zasługi dla został pośmiertnie odznaczony Polową Odznaką Pilota.